# Marais pontins

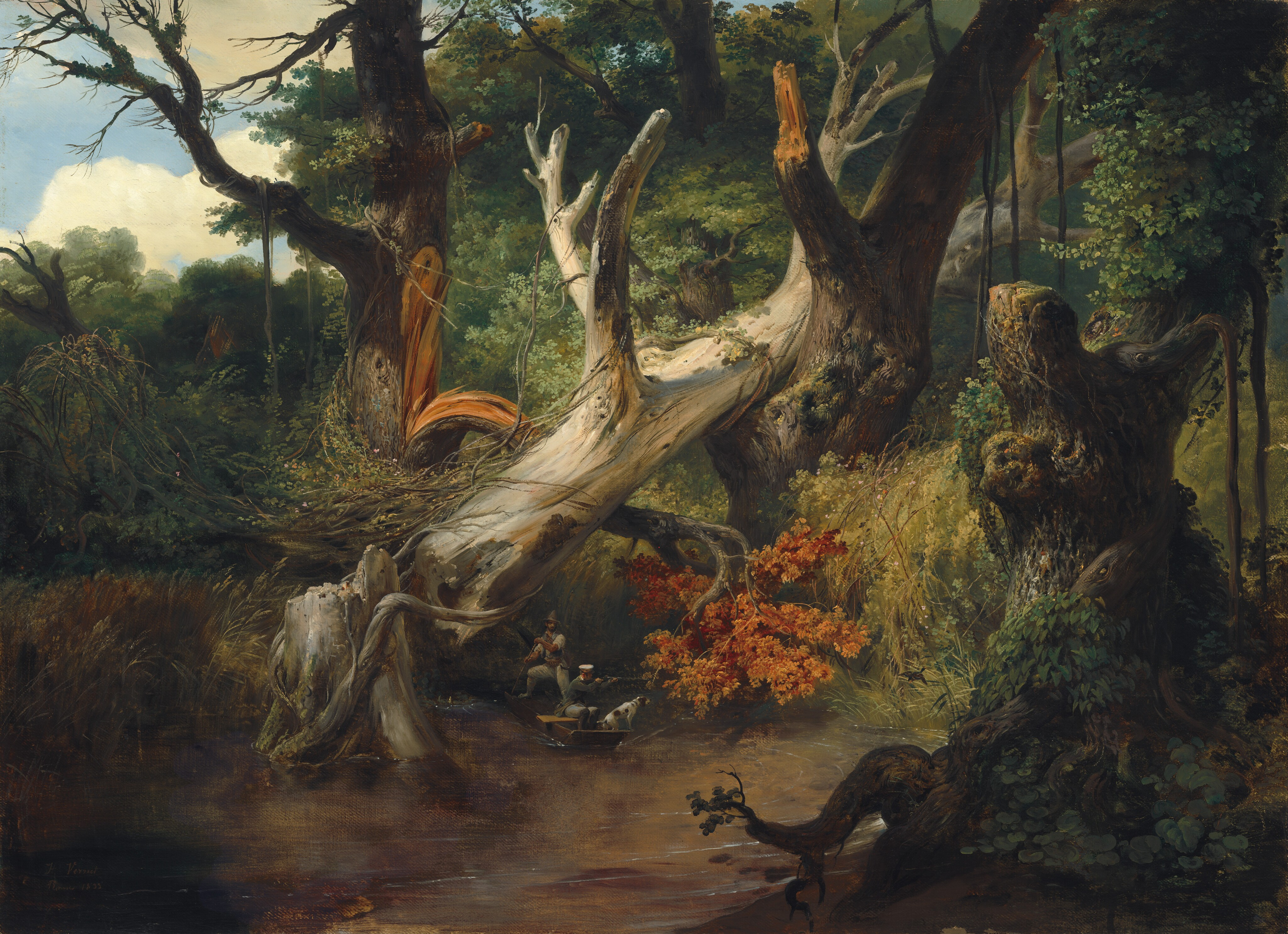
La chasse dans les marais pontins - Huile sur toile d'Horace Vernet (1833).

Les marais pontins (en italien Agro pontino) sont une ancienne région marécageuse située en Italie centrale, dans la région du Latium, à environ soixante kilomètres au sud de Rome. Jusqu'aux travaux d'assèchement entrepris sous le régime fasciste, elle était réputée pour sa stérilité et ses miasmes.

## Situation
Ils s'étendent dans la plaine pontine vers le sud-est depuis Cisterna di Latina et longent la mer Tyrrhénienne jusqu'à la ville de Terracina. Leur superficie est de 775 km2, ils sont séparés de la mer par des dunes et sont traversés par la via Appia.

## Histoire
Tout au long de son histoire, cette zone fut ravagée par les maladies et en particulier par la malaria. Animé par l'intention d'assainir la région, Jules César voulut détourner le Tibre vers les marais, mais il mourut avant de réaliser ce projet. Cette région désolée du Latium, repaire de brigands, est tournée en dérision par Juvénal au Ier siècle :

« des brigands, portant plus loin l’audace,

De force quelquefois envahiront la place,

Quand des marais pontins par la garde chassés,

La faim vers nos remparts les aura repoussés. »

— Juvénal, Satire III (trad. L.-V. Raoul)
D’autres empereurs romains, ainsi que plusieurs papes, dont notamment le pape Pie VI en 1780 veillant en personne aux travaux, s'efforcèrent également d'assécher la zone marécageuse. Sous l'occupation française, Napoléon Bonaparte chargea l'ingénieur Prony de s'attaquer à son tour à cette question, mais les études menées de 1805 à 1812 restèrent à l'état de projet, la guerre d'Espagne et les guerres de la Sixième Coalition ayant absorbé toutes les ressources financières de l'Empire. En 1899, les autorités italiennes rassemblèrent des fonds afin d'essayer d'assainir la région. Mais c'est sous le gouvernement de Benito Mussolini que plus de 20 230 ha furent asséchés et mis en culture de 1928 à 1932. Cet épisode de l'histoire italienne est raconté dans le roman de Antonio Pennacchi Canal Mussolini. La construction des villes de Latina et de Sabaudia date de cette époque.
À la fin de la Seconde Guerre mondiale, face à l'avance des Alliés précédemment débarqués en Sicile à l'été 1943, les Allemands n'hésitèrent pas à saboter, durant l'automne de la même année, les infrastructures hydrauliques et de communications afin de faire revenir la malaria, et de freiner la marche des troupes américaines vers Rome, qui tomba finalement le 4 juin 1944.

## Films tournés dans les Marais pontins
- 1949 : La Fille des marais d'Augusto Genina.